# Pro bono
Pro bono (от лат. pro bono publico «ради общественного блага») — оказание профессиональной помощи благотворительным, общественным и иным некоммерческим организациям на безвозмездной основе.
Pro bono часто трактуется как форма благотворительности или волонтёрства, что неверно, т. к. они предполагают помощь от любого человека, вне зависимости от профессиональных качеств. К pro bono нельзя отнести помощь студентов или стажеров, приобретающих опыт на бесплатных консультациях, так как в этом случае получающий консультацию сам оказывает им  помощь — помогает приобретать опыт на непрофессиональных консультациях. Также благотворительная деятельность регулируется законом, в то время как pro bono не регулируется законами, что вызывает определённые сложности у юристов.

## Мировая практика pro bono
Практика pro bono в США зародилась в конце XIX века. Частные юридические компании стали консультировать малоимущее население. Ассоциации юристов осознавали проблему нехватки бесплатной юридической помощи. Считается, что юрист — это социально ответственный человек, поэтому оказание профессиональной помощи нуждающимся является частью профессии. В 1983 году в кодексе профессиональной этики ААЮ было принято правило 6.1., которое определяет, что адвокат должен тратить по крайней мере два процента своего рабочего времени на оказание профессиональных услуг бесплатно (pro bono). Эти услуги могут оказываться в следующих областях: закон о неимущих, закон о гражданских правах и представление интересов благотворительных организаций. На территории США высшие школы права обязуют студентов участвовать в программе pro bono. Это является негласным правилом при поступлении в высшие учебные юридические заведения, также при получении MBA.
В Европе первые упоминания о бесплатной юридической помощи относятся к XIII—XIV векам. В это время французская гильдия адвокатов обязала адвокатов помогать малоимущим гражданам. На данный момент услуги pro bono во Франции носят характер консультации. Бесплатные адвокаты для ведения судебных разбирательств предоставляются по программе государственной субсидируемой юридической помощи.
В Ирландии с 2005 года действует схема «добровольной помощи». Была создана сеть некоммерческих организаций, которая собирает заявки на помощь и передаёт их адвокатам.
В Великобритании с 1997 года работает координационный центр LawWorks. Он обрабатывает заявки нуждающихся в помощи и передаёт их дела специалисту, который является частью команды юристов, обслуживающих этот центр.
В Южной Корее юристы должны тратить минимум 30 рабочих часов в год на деятельность pro bono, для местных ассоциаций адвокатов количество часов может быть уменьшено до 20. Те, кто не может выполнить это требование, обязаны заплатить сумму равную ₩20,000-30,000 ($17-26) за час.

## Практика pro bono в России
В России в 1864 году была проведена судебная реформа, по которой можно было получить юридическую помощь «по праву бедности». Позднее это право стало основой для Федерального закона «О бесплатной юридической помощи в Российской Федерации», принятого в 2011 году. В законе изложен список категорий граждан, которые могут воспользоваться бесплатной юридической помощью; в их числе: семьи, чей доход ниже прожиточного минимума; инвалиды I и II группы; ветераны Великой Отечественной войны, Герои Российской Федерации, Герои Советского Союза, Герои Социалистического Труда, Герои Труда Российской Федерации; дети-инвалиды, дети-сироты, дети, оставшиеся без попечения родителей; лица, желающие принять на воспитание в свою семью ребёнка, оставшегося без попечения родителей; лица, которым нужна помощь в усыновлении и т. д. Таким образом, чтобы получить эту помощь, надо подходить под одну из категорий указанных в законе лиц, а также обращаться по вопросу, который соответствует перечню статей, изложенному в законе.
Сама система юридического pro bono в России только развивается и является некой альтернативой федеральному закону о бесплатной юридической помощи. В 2007 году был создан российский Центр координации юридической помощи Pro Bono (Russian Pro Bono Clearinghouse) при поддержке Института «Право общественных интересов» (англ. Public Interest Law Institute, PILI) и Американской ассоциации юристов (ABA/ROLI).
13 апреля 2016 года был проведён первый Российский форум pro bono в Москве. В мероприятии приняли участие более 100 юристов, адвокатов, представителей НКО и юридических вузов из 17 городов России и других стран. Форум состоял из двух пленарных сессий и восьми тематических семинаров, на которых обсуждались следующие темы: создание успешной практики pro bono, pro bono и адвокатура, pro bono и субсидируемая юридическая помощь, pro bono и юридическое образование, и др.

## Практика pro bono в юридической среде
Юридические услуги pro bono оказываются бесплатно и не включают в себя иную благотворительную деятельность, не связанную с непосредственным применением навыков юриста, в частности финансирование различных программ и проектов, организация и проведение мероприятий, передача в дар вещей или денежных средств и т. п.
Практика pro bono широко распространена в США и Великобритании, в меньшей степени осуществляется в странах континентальной Европы.
Практика pro bono несколько лет назад стала появляться и в России, однако некоммерческих организаций, получающих юридическую помощь, всё ещё единицы. Это связано с тем, что юридических фирм, принявших практику pro bono в качестве одного из направлений своей деятельности, по-прежнему не так много, а также с тем, что ещё очень мало некоммерческих организаций, знающих о такой возможности.

## Практика pro bono в других сферах
Pro bono набирает обороты не только в юридической сфере, но и в других областях, таких как: бухгалтерские и финансовые услуги, бизнес-планирование, PR, информационные технологии, переводы с иностранных языков.
В 2010 году была создана организация «Переводчики без границ». Эти люди оказывают помощь тем, кто попал в чрезвычайную ситуацию, они переводят и доносят информацию для людей, которые находятся в экстренной ситуации. С этой организацией сотрудничают более 300 переводчиков, они ежегодно переводят около миллиона слов.
Рекламно-коммуникационный британский холдинг WPP Group активно участвует в практике pro bono по всему миру: создали проекты в поддержку фонда охраны животных, организовали кампанию помощи индийским женщинам и т. д.

## Координационные центры
Как правило, внутри отдельных стран практика pro bono координируется национальной независимой некоммерческой организацией, задачей которой является налаживание связи между некоммерческими организациями, нуждающимися в юридической помощи, и юридическими фирмами, которые могут предоставить подобную помощь бесплатно.
Такие координационные центры (или Clearinghouse) существуют во многих странах (США, Великобритания, Венгрия, Польша, Чехия и другие). Координационный центр в России открыт осенью 2007 года.

## Критика
Гор Нахапетян, бизнесмен, один из создателей благотворительного фонда «Друзья»: «Немало людей, принимающих эмоциональное решение подарить свое время: забор покрасить или написать бизнес-стратегию фонда, но мало кто хочет работать про боно на постоянной основе. В основном это случается, когда люди свою внутреннюю миссию начинают ассоциировать с миссией проекта. Тогда они готовы регулярно тратить время на проект, с которым их сердце бьется в унисон»
Григорий Мартишин, программный директор школы руководителей некоммерческих организаций ПРОНКО_2.0: «Меня очень часто зовут что-то сделать, — выступить, провести или разработать — бесплатно, то есть pro bono, обесценивая эти слова. Если посмотреть в корень, то, наверно, pro bono — это, все-таки, про профессионализм, это про общественное благо, это больше про ценности, чем про категорию бесплатности»
Инга Моисеева, руководитель проектов D-Group.Social: «Порой pro bono волонтеры, будучи экстра-профессионалами в своей области, могут быть не совсем погружены в специфику конкретной НКО, даже имея за плечами опыт работы с другими НКО. Потому что если ребята работали с фондом „Старость в радость“, возможно, им нужно будет изучить специфику работы с организацией, которая помогает, например, детям с орфанными заболеваниями»
Виктория Невская, специалист в сфере HR, участник добровольческого движения «Даниловцы»: «Я думаю, что очень перспективно при крупных компаниях развивать pro bono волонтерство. Pro bono — это юристы, IT, HR, PR, бухгалтерия. Различные сервисные функции. Это ресурс, который есть у корпораций, у корпоративных людей. То есть, эти люди умеют быть юристами, бухгалтерами, в силу своих профессий умеют делать много полезных вещей, которые нужны благоприобретателям. Они это делают каждый день. А волонтерство в сфере своей профессии может избавить от профессионального выгорания, придать новые краски привычной работе. Юрист, например, уже устал судиться с каким-нибудь контрагентом по некому гражданскому делу. Для разнообразия он может пойти в суд как представитель в пользу какой-нибудь бабушки, которую внук обокрал. Но чтобы это развивалось, надо чтобы руководство компаний пошло навстречу, и чтобы людям дали возможность использовать какую-то часть своего рабочего времени на Pro bono проекты. В противном случае люди, во-первых, не смогут сделать что-либо существенное, потому что очень многие вещи можно делать только в рабочее время»